# The River (album Bruce Springsteen)
| Recensione     | Giudizio       |
| -------------- | -------------- |
| AllMusic       |                |
| Ondarock       | Pietra miliare |
| Piero Scaruffi |                |

The River è il quinto album in studio del cantautore statunitense Bruce Springsteen, pubblicato nel 1980 dalla Columbia Records.

## Storia
L'album fu il tentativo di Springsteen di realizzare un disco che catturasse il suono dal vivo della E Street Band. Coprodotte da Springsteen, dal suo manager Jon Landau e da Steven Van Zandt, le sessioni di registrazione durarono 18 mesi a New York City da marzo 1979 ad agosto 1980. Springsteen originariamente aveva pianificato di pubblicare un altro album, The Ties That Bind, alla fine 1979, prima di decidere che non si adattava alla sua visione e lo scartò. Sono state registrate oltre 50 canzoni; gli outtakes sono stati pubblicati come lati B e successivamente come compilation.
The River è stato ristampato come cofanetto ampliato nel 2015, contenente il singolo LP scartato e un documentario che descrive in dettaglio la realizzazione dell'album: Ties That Bind: The River Collection.

## Accoglienza
Al momento della prima pubblicazione, The River fu accolto sia positivamente, con recensioni che hanno elogiato la scrittura delle canzoni, le performance della E Street Band e l'evoluzione dei testi, mentre le recensioni negative credevano che Springsteen stesse riciclando materiale vecchio e mancasse di creatività. Nei decenni successivi fu riconsiderato come uno dei migliori lavori di Springsteen, sebbene molti critici fossero divisi sulla coerenza dell'album. È apparso in diverse liste dei migliori, mentre diverse canzoni prefiguravano la direzione che Springsteen prese in Nebraska (1982). 
The River è diventato il primo album di Springsteen a raggiungere la vetta della classifica Billboard Top LPs & Tape negli Stati Uniti e fu l'album più venduto fino a quel momento. Fu un successo commerciale anche altrove, raggiungendo la vetta delle classifiche in Canada e Norvegia, e raggiungendo il numero due nel Regno Unito.

## Singoli
Ha generato diversi singoli , tra cui " Hungry Heart ", una top ten statunitense, " Fade Away " e " The River ".

## Tour
Springsteen e la E Street Band supportarono l'album durante il River Tour dall'ottobre 1980 al settembre 1981.

## Brani
I testi espandono i temi dei precedenti album di Springsteen, Born to Run (1975) e Darkness on the Edge of Town (1978), e si concentrano principalmente sull'amore, il matrimonio e la famiglia. Springsteen si è ispirato alla scrittrice Flannery O'Connor per le caratterizzazioni.

## Copertina
La fotografia di copertina di Springsteen è stata scattata da Frank Stefanko.

## Tracce
Testi e musiche di Bruce Springsteen.
Lato A
1. The Ties That Bind – 3:34
2. Sherry Darling – 4:02
3. Jackson Cage – 3:04
4. Two Hearts – 2:45
5. Independence Day – 4:50

Lato B
1. Hungry Heart – 3:19
2. Out in the Street – 4:18
3. Crush on You – 3:10
4. You Can Look (But You Better Not Touch) – 2:36
5. I Wanna Marry You – 3:27
6. The River – 5:01

Lato C
1. Point Blank – 6:05
2. Cadillac Ranch – 3:03
3. I'm a Rocker – 3:36
4. Fade Away – 4:45
5. Stolen Car – 3:54

Lato D
1. Ramrod – 4:05
2. The Price You Pay – 5:29
3. Drive All Night – 8:32
4. Wreck on the Highway – 3:54

### The Ties That Bind: The River Collection
The River: Single Album
1. The Ties That Bind (alt)
2. Cindy
3. Hungry Heart (alt)
4. Stolen Car (alt)
5. Be True
6. The River (alt)
7. You Can Look (But You Better Not Touch) (alt)
8. The Price You Pay (alt)
9. I Wanna Marry You (alt)
10. Loose End

The River: Outtakes
1. Meet Me in the City
2. The Man Who Got Away
3. Little White Lies
4. The Time That Never Was
5. Night Fire
6. Whitetown
7. Chain Lightning
8. Party Lights
9. Paradise by the "C"
10. Stray Bullet
11. Mr Outside
12. Roulette
13. Restless Nights
14. Where the Bands Are
15. Dollhouse
16. Livin' on the Edge of the World
17. Take 'Em as They Come
18. Ricky Wants a Man of Her Own
19. I Wanna Be with You
20. Mary Lou
21. Held Up Without a Gun
22. From Small Things (Big Things One Day Come)

## Formazione
Musicisti
- Bruce Springsteen – voce, chitarra, armonica a bocca, pianoforte (in Drive All Night)
- Roy Bittan – pianoforte, Organo (in I'm a Rocker e Drive All Night), cori
- Clarence Clemons – sassofono, cori
- Danny Federici – organo
- Garry Tallent – basso
- Steve Van Zandt – chitarra, cori
- Max Weinberg – batteria
- Flo & Eddie – cori (in Hungry Heart)[12]

Produzione
- Bruce Springsteen – produzione
- Jon Landau – produzione
- Steve Van Zandt – produzione
- Neil Dorfsman – registrazione
- Dana Bisbee – assistenza ingegneria del suono
- Garry Rindfuss – assistenza ingegneria del suono
- James Farber – assistenza ingegneria del suono
- Jeff Hendrickson – assistenza ingegneria del suono
- Raymond Willhard – assistenza ingegneria del suono
- Chuck Plotkin – missaggio
- Toby Scott – missaggio
- Jim Bauerlein – missaggio (operatore digitale)
- Ken Perry – mastering
- Jimmy Wachtel - direzione artistica, design
- Frank Stefanko – fotografia (di copertina e altro)
- Amanda Flick – fotografia (altre foto)
- Barry Goldenberg – fotografia (altre foto)
- David Gahr – fotografia (altre foto)
- Jimmy Wachtel – fotografia (altre foto)
- Joel Bernstein – fotografia (altre foto)
- Jimmy Iovine – registrazione (in Drive All Night)
- Bob Clearmountain – registrazione (in The Ties That Bind), missaggio (in Hungry Heart)[12]

## Classifiche

### The River
| Classifica (1980) | Posizione massima |
| ----------------- | ----------------- |
| Australia         | 8                 |
| Canada            | 1                 |
| Finlandia         | 4                 |
| Francia           | 3                 |
| Germania          | 31                |
| Giappone          | 28                |
| Italia            | 23                |
| Norvegia          | 1                 |
| Nuova Zelanda     | 2                 |
| Paesi Bassi       | 2                 |
| Regno Unito       | 2                 |
| Spagna            | 5                 |
| Stati Uniti       | 1                 |
| Svezia            | 2                 |
| Svizzera          | 36                |

### Classifiche di fine anno
| Classifica (1981) | Posizione |
| ----------------- | --------- |
| Stati Uniti       | 10        |

### The Ties That Bind: The River Collection
| Classifica (2015) | Posizione massima |
| ----------------- | ----------------- |
| Austria           | 39                |
| Belgio (Fiandre)  | 13                |
| Belgio (Vallonia) | 92                |
| Danimarca         | 27                |
| Finlandia         | 27                |
| Francia           | 85                |
| Germania          | 12                |
| Irlanda           | 24                |
| Italia            | 14                |
| Norvegia          | 8                 |
| Paesi Bassi       | 14                |
| Regno Unito       | 49                |
| Spagna            | 22                |
| Stati Uniti       | 31                |
| Svezia            | 5                 |
| Svizzera          | 20                |